# Kancléř Rakouska
Rakouský kancléř (oficiálně německy: Bundeskanzler der Republik Österreich, česky Spolkový kancléř Rakouské republiky) je hlavou vlády Rakouské republiky a součástí výkonné moci. Kořeny úřadu lze hledat v roce 1809, kdy vznikla funkce státního kancléře Rakouského císařství, jímž se stal Klemens von Metternich, případně i dříve. Ale za prvního rakouského kancléře je obvykle považován až Karl Renner zvolený 30. října 1918 kancléřem Německého Rakouska. Vítězné mocnosti vznik tohoto státu sice nakonec nedovolily, ale funkce jeho kancléře byla postupně transformována v předsedu vlády současného Rakouska. Pojem kancléř má kořen v instituci říšského kancléře (Reichserzkanzler) ve službách císaře Svaté říše římské, jako označení předsedy vlády se uchytil jen v Německu a Rakousku. Oficiální sídlo rakouského kancléře se nachází na náměstí Ballhausplatz v centru Vídně.

## Jmenování a odvolávání
Kancléře i jeho vládní kabinet jmenuje prezident Rakouské republiky a prezident je může také odvolat. Teoreticky může prezident jmenovat premiérem kohokoli, kdo je způsobilý být zvolen do Národní rady, v praxi kancléř nemůže vládnout bez důvěry Národní rady, proto je to obvykle lídr největší strany v Národní radě nebo nejsilnější strany ve vládní koalici. Výjimka z tohoto nastala po volbách v roce 1999, kdy se nejsilnější stranou ve volbách i v nově vzniklé vládní koalici stala krajně pravicová Svobodná strana Rakouska. Její vůdce Jörg Haider byl však pro prezidenta zcela nepřijatelný a hrozila ústavní krize, již vyřešil Haider tím, že se nároku na post premiéra zřekl ve prospěch lídra lidovců Wolfganga Schüssela. Na základě ústavní konvence kancléř obvykle po rozpuštění Národní rady nabízí prezidentovi demisi. Prezident obvykle odmítne a nařídí kancléři a jeho kabinetu fungovat jako úřednická vláda, dokud nezasedne nová Národní rada a neobjeví se nový většinový vůdce. Národní rada může donutit prezidenta k odvolání kancléře nebo ministra vyslovením nedůvěry. V praxi to bývalo v rakouské politice dlouho neobvyklé a hlasování o nedůvěře byla tradičně spíše opozičním gestem, ale roku 2019 se Národní radě prvně v poválečné historii podařilo premiéra odvolat (Sebastiana Kurze).

## Pravomoci
Ústava nedává kancléři pravomoc vydávat pokyny ministrům a formálně jsou dosti nezávislí, na druhou stranu prezident musí odvolat ministra, pokud o to kancléř požádá. Kancléř se stává úřadujícím prezidentem, pokud je prezident nezpůsobilý. Pokud však prezident zůstane nezpůsobilý déle než dvacet dní nebo zemře, přechází role zastupujícího prezidenta na tři předsedy Národní rady.